# تسلسل أحداث الحرب العالمية الثانية في عام (1939)

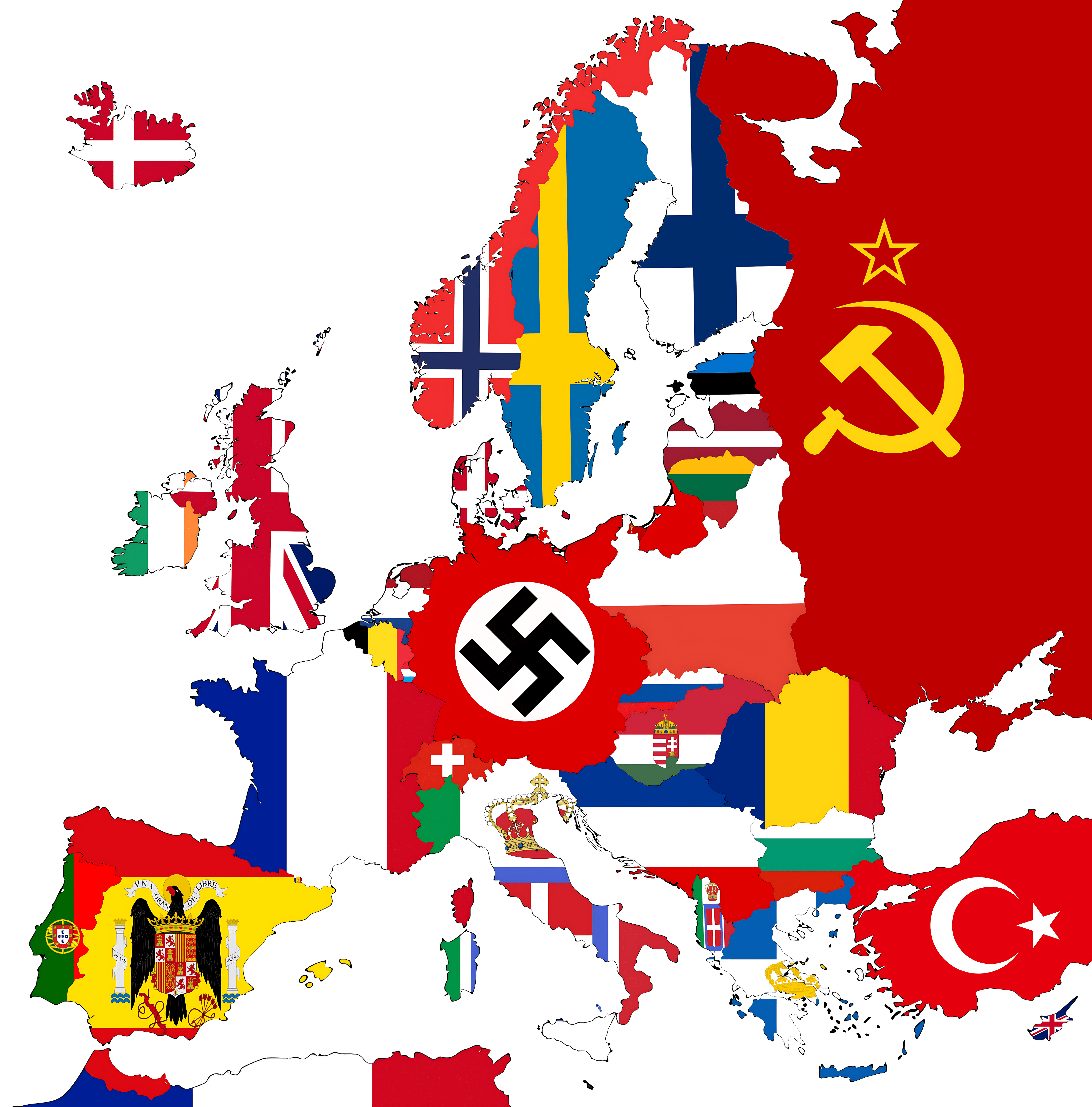
أوروبا عام 1939

التسلسل الزمني للحرب العالمية الثانية منذ بداية الحرب في 1 سبتمبر 1939. إذا كنت تريد أن تعرف الأحداث التي وقعت قبل 1 سبتمبر 1939، انظر التسلسل الزمني لأحداث ما قبل الحرب العالمية الثانية .
أدى الغزو الألماني لبولندا في الأول من سبتمبر عام 1939 وإعلان بريطانيا العظمى وفرنسا الحرب على ألمانيا بعد يومين إلى بداية الحرب العالمية الثانية .

## سبتمبر
1: جمهورية الصين وإمبراطورية اليابان منخرطتان في المراحل الأولى من السنة الثالثة من الصراع المسلح بينهما خلال الحرب الصينية اليابانية الثانية، والتي تبدأ بعد سقوط ووهان في أكتوبر 1938 وتنتهي بالهجوم على بيرل هاربر في ديسمبر 1941. أدى هذا الصراع في النهاية إلى الحرب العالمية الثانية حيث انضمت اليابان إلى دول المحور وانضمت الصين إلى الحلفاء.

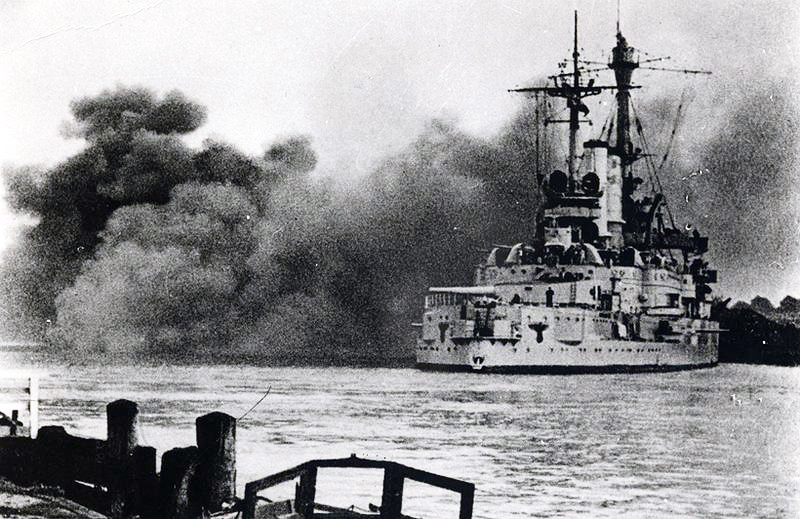
قصف ميناء غدانسك من قبل ولاية إس إم إس شليسفيغ-هولشتاين

1: بدأ الغزو الألماني لبولندا في الساعة 4:45 صباحًا عندما فتحت البارجة إس إم إس شليسفيغ-هولشتاين النار على مستودع النقل العسكري البولندي في ويستربلات في مدينة غدانسك الحرة على بحر البلطيق . وفي الوقت نفسه، هاجمت لوفتفافه عدة أهداف في بولندا. كانت فيالون أول مدينة في الحرب يقصفها الألمان. قبل الساعة 6:00 صباحًا بقليل، عبرت القوات البرية الألمانية الحدود البولندية مع القوات السلوفاكية في الشمال والجنوب. وفي نفس اليوم، استولت ألمانيا على غدانسك.
1: أعلنت الحكومة الإيطالية أنها ستحافظ على حيادها في النزاعات.
1: أعلنت النرويج والسويد والدنمارك وفنلندا ولاتفيا وإستونيا ورومانيا الحياد على الفور.
1: مجلس العموم البريطاني يوافق على ميزانية الطوارئ العسكرية.
1: أمر وزير الحرب البريطاني ليزلي هور بيليشا المكتب الحربي ببدء التعبئة العامة للقوات المسلحة البريطانية .